# Bernhard II van Saksen-Meiningen
Bernhard II Erik Freund (Meiningen, 17 december 1800 – aldaar, 3 december 1882) was van 1803 tot 1866 hertog van Saksen-Meiningen. Hij was de zoon van hertog George I en Louise Eleonore van Hohenlohe-Langenburg.
Nadat zijn vader op 24 december 1803 was gestorven kwam hij op driejarige leeftijd onder regentschap van zijn moeder op de troon. Hij nam in 1821 de regering over en schonk zijn land in 1823 een liberale constitutie. Op 23 maart 1825 trad hij in het huwelijk met Marie, dochter van Willem II van Hessen-Kassel, en werd de vader van:
- George II (1826-1914)
- Augusta (1843-1919), gehuwd met prins Maurits van Saksen-Altenburg (1829-1907).

Na het uitsterven van de linie Saksen-Gotha-Altenburg verkreeg hij door het verdrag van 12 november 1826 Saksen-Hildburghausen, het Saalfeldse deel van Saksen-Coburg-Saalfeld, Camburg, Themar en delen van Saksen-Römhild. Zijn vergrote gebied stond hij in 1829 een nieuwe constitutie toe. In het revolutiejaar 1848 gaf hij, voordat het tot ongeregeldheden kwam, toe aan de eisen van het volk.
Hij was een aanhanger van de Groot-Duitse richting en protesteerde tegen de door Saksen-Coburg en Gotha afgesloten militaire conventie met Pruisen. In de Oostenrijks-Pruisische Oorlog van 1866 verklaarde hij Pruisen de oorlog. Na de Pruisische zege hierin trad hij na lange onderhandelingen op 20 september onder druk van Otto von Bismarck af ten gunste van zijn Pruisisch gezinde zoon George II.
Bernhard was in 1833 een van de drie stichters van de Saksisch-Ernestijnse Huisorde.